# مينينس (كورنوال)
مينينس (بالإنجليزية: Minions, Cornwall)‏ هي قرية تقع في المملكة المتحدة في كورنوال.